# Myzus yangi
Myzus yangi är en insektsart. Myzus yangi ingår i släktet Myzus och familjen långrörsbladlöss. Inga underarter finns listade i Catalogue of Life.